# Słajsino (przystanek kolejowy)
Słajsino – zlikwidowany przystanek osobowy w Słajsinie, w województwie zachodniopomorskim, w Polsce.